# Njord
Na mitologia nórdica, Njord (Njörðr), é o deus Vanir dos Mares, dos ventos e da fertilidade, filho de Odin, contraposto aos Aesir, dos quais Odin era o líder. Njord era o Pai de Freya, a deusa do amor, e de Freyr, deus da fertilidade, e casado com Skadi.
Njord é visto como um Deus de fertilidade, trazendo segurança para aqueles que que o adoram e viajam pelo mar. Mas além disto, também traz riquezas e boa sorte sob a forma de terra e filhos. É o protetor dos pescadores e dos caçadores que, em sua honra, construíam pequenos altares nas falésias e nas florestas, onde depositavam parte do que conseguiam pescar ou caçar. Era visto como um deus pacífico.

## A família
Njord casou com Skadi, deusa do Inverno e da caça. Skadi escolheu o seu marido observando os pés dos deuses, sem lhes ver a cara, e começou a procurar os pés mais limpos e bonitos, e escolheu os de Njord, porque seus pés sempre estão limpos por causa da água do mar. Njord e Skadi não tiveram um casamento feliz, e logo se separaram, pois Skadi como uma deusa das montanhas não conseguia viver nas costas oceânicas assim como Njord não conseguia viver nas montanhas, com a constante mudança foram criadas as estações do ano.
Sua irmã e a mãe de seus filhos teria sido Nerthus, que não os acompanhou aos Aesir, estes últimos condenando as uniões entre irmão e irmã.